# Bataille de Cynosséma
Guerre du Péloponnèse
Batailles
- Sybota
- Potidée
- Chalcis
- Patras
- Naupacte
- Mytilène
- Tanagra
- Étolie
- Olpae
- Idomene
- Pylos
- Sphactérie
- Délion
- Amphipolis
- Mantinée
- Mélos
- Expédition de Sicile
- Symi
- Érétrie
- Cynosséma
- Abydos
- Cyzique
- Notion
- Arginuses
- Aigos Potamos

La bataille de Cynosséma est une bataille navale qui fut livrée en 411 av. J.-C., au large de Cynosséma et de la péninsule de Gallipoli, pendant la guerre du Péloponnèse.
Au cours de celle-ci, une flotte athénienne commandée par Thrasybule de Stiria et Thrasylle, bien que mise sur la défensive par une flotte spartiate supérieure en nombre, remporta une victoire étroite. Cette victoire arrive à une époque où le système démocratique à Athènes a été remplacé par une oligarchie et où une défaite athénienne aurait pu mettre fin à la guerre. La bataille eut un impact majeur d'un point de vue tactique. La flotte athénienne retrouva confiance et remporta ensuite deux victoires successives dans l'Hellespont, dont la plus importante fut la bataille de Cyzique, qui mit fin à la menace spartiate qui menaçait les lignes maritimes athéniennes.

## Sources
- (en) Cet article est partiellement ou en totalité issu de l’article de Wikipédia en anglais intitulé « Battle of Cynossema » (voir la liste des auteurs).